# Matrix Resurrections
The Matrix Resurrections (bra/prt: Matrix Resurrections) é um filme de ação e ficção científica norte-americano de 2021 da franquia Matrix, sendo o quarto filme da série.
Esta sequência de Matrix Revolutions (2003) tem no elenco Keanu Reeves, Carrie-Anne Moss, Jada Pinkett Smith e Lambert Wilson retornando a seus papéis nos filmes anteriores da série. Produzido, coescrito e dirigido por Lana Wachowski, que codirigiu e coescreveu os filmes anteriores com sua irmã Lilly Wachowski, o filme tem produção conjunta da Warner Bros e Village Roadshow Pictures.
The Matrix Resurrections teve sua estreia mundial em Toronto, Canadá, em 16 de dezembro de 2021, sendo lançado pela Warner Bros. Pictures nos cinemas do mundo em 22 de dezembro do mesmo ano. Nos Estados Unidos, foi também liberado pela HBO Max. Na primeira semana, Resurrections arrecadou 66 milhões de dólares e a resposta da crítica foi mista; as performances dos atores e as cenas de ação foram elogiadas, embora o roteiro e os recursos visuais tenham recebido algumas críticas.

## Elenco
- Keanu Reeves como Neo/Thomas Anderson[7]
- Carrie-Anne Moss como Trinity
- Yahya Abdul-Mateen II como Morpheus
- Jonathan Groff como Smith
- Jessica Henwick como Bugs
- Neil Patrick Harris como O Analista
- Priyanka Chopra como Sati
- Jada Pinkett Smith como Niobe
- Lambert Wilson como o Merovíngio[8]
- Daniel Bernhardt como Agente Johnson[9]
- Toby Onwumere como Sequoia
- Max Riemelt como Shepherd
- Eréndira Ibarra como Lexi
- Andrew Caldwell como Jude
- Brian J. Smith  como Berg

## Produção

### Desenvolvimento
Enquanto faziam os filmes Matrix, as irmãs Wachowskis disseram a seus colaboradores íntimos que naquela época elas não tinham intenção de fazer uma continuação após Matrix Revolutions Em fevereiro de 2015, em entrevistas promovendo Ascensão de Júpiter, Lilly Wachowski chamou o retorno a Matrix de uma "ideia particularmente repulsiva para o momento", já considerando a tendência dos estúdios a sequências, reboots e adaptações em relação ao material original. Enquanto Lana Wachowski, abordando rumores sobre uma possível reboot, disse que não tinha ouvido nada, mas acreditava que o estúdio poderia estar procurando por outros escritores/produtores.
Em março de 2017, coforme o The Hollywood Reporter, a Warner Bros estava nos estágios iniciais do desenvolvimento de um novo filme da franquia, com Zak Penn em negociações para escrever um roteiro, e interesse em obter Michael B. Jordan como estrela. Nenhuma das irmãs Wachowski estava envolvido nessa fase, embora o estúdio esperasse sua aprovação da ideia. A noção de uma rebook ou remake foi denunciada por Penn, e foram exploradas idéias para histórias ambientadas no universo já estabelecido, incluindo, supostamente, um prequel sobre o jovem Morfeu. Em março de 2018, Penn disse que está trabalhando em um renascimento da franquia e brincou com a possibilidade de um universo expandido. Penn esclareceu em outubro de 2019 que ele estava trabalhando em um dos dois projetos Matrix na Warner Bros., e que seu trabalho era separado do filme planejado.
Em maio de 2019, foi relatado que Chad Stahelski, que trabalhou como coordenador de acrobacias nos filmes anteriores de Matrix, alegou que pelo menos uma das irmãs estava envolvida com um novo filme de Matrix, embora ele não tivesse certeza de que o dirigiriam. Pouco depois, Stahelski retirou seus comentários, esclarecendo que estava falando hipoteticamente e não pretendia confirmar o envolvimento deles.

### Pré-produção
O filme foi anunciado oficialmente pela Warner Bros em 20 de agosto de 2019. Lana Wachowski retornaria como diretora única, com Reeves e Moss confirmados para reprisar seus papéis. O roteiro foi escrito por Wachowski, Aleksandar Hemon e David Mitchell, que já haviam escrito o final da série de Sense8 juntos. As Wachowskis também dirigiram anteriormente a adaptação cinematográfica do romance de Mitchell, Cloud Atlas. Lilly Wachowski não estava envolvida com o filme devido ao trabalho na série Showtime Work in Progress, mas deu uma bênção aos envolvidos por apresentarem uma história ainda melhor do que a original. John Toll foi contratado para servir como diretor de fotografia no mesmo mês. Toll já havia atuado como diretor de fotografia para os Wachowskis no Cloud Atlas, Jupiter Ascending e Sense8. Em outubro de 2019, Yahya Abdul-Mateen II foi escalado para o filme, com algumas fontes especulando que ele interpretaria um jovem Morfeu, enquanto Neil Patrick Harris foi adicionado em um papel não revelado. Jada Pinkett Smith entrou em negociações para reprisar seu papel como Niobe, com Jessica Henwick entrando em negociações para participar de um papel não revelado. Pinkett-Smith e Henwick seriam confirmados em dezembro, juntamente com as adições de Jonathan Groff e Toby Onwumere.

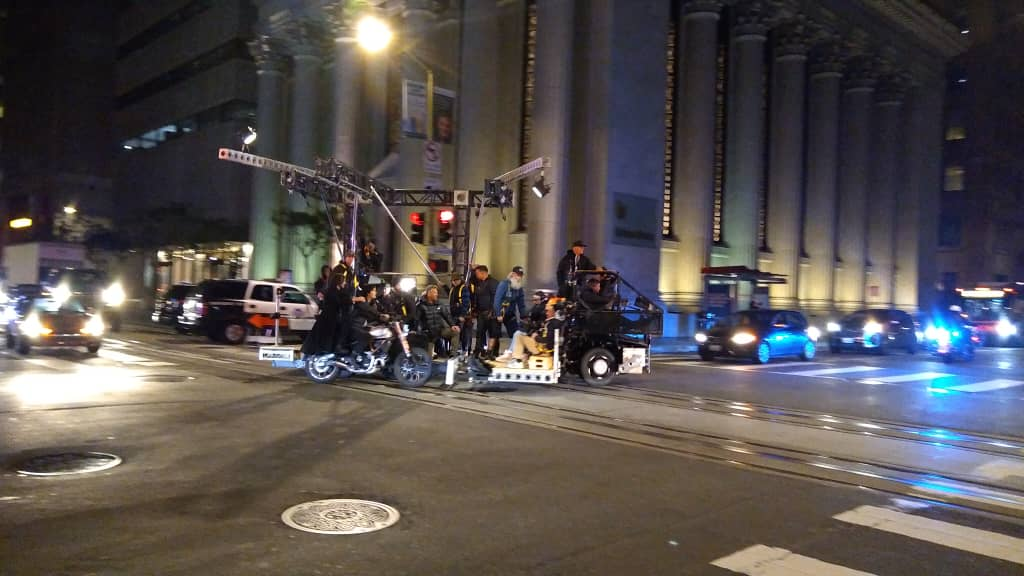
Keanu Reeves e Carrie-Anne Moss filmam uma cena de motocicleta no distrito financeiro de São Francisco, sob a direção de Lana Wachowski

Em janeiro de 2020, Eréndira Ibarra foi incluída no eleco, com Priyanka Chopra entrando nas negociações finais. No mesmo mês, Lambert Wilson, que interpretou The Merovingian nas sequências, revelou que estava em negociações para voltar, e Hugo Weaving, que estrelou a franquia como Agente Smith, anunciou que não iria reprisar seu papel no filme devido à programação. conflitos. A inclusão no elenco de Chopra e Wilson foi confirmado em fevereiro, junto com as adições de Andrew Caldwell, Brian J. Smith e Ellen Hollman.

### Filmagens
Sob o codinome "Project Ice Cream", o filme começou a ser filmado em São Francisco em 4 de fevereiro de 2020. As filmagens também estão programadas para o Babelsberg Studio na Alemanha e em Chicago.  As filmagens em San Francisco causaram irritação entre cidadãos e trabalhadores da cidade depois que os danos foram causados a edifícios e luzes da rua. Ao contrário de outras produções, nenhuma segunda unidade foi necessária durante as sequências de ação, pois Wachowski dirigiu todas as cenas.
Em 16 de março de 2020, a produção do filme foi interrompida devido à pandemia de COVID-19. A produção do filme estava programada para continuar em 6 de julho de 2020. Em 16 de agosto de 2020, Keanu Reeves confirmou que as filmagens foram retomadas em Berlim. Em setembro, foi anunciado que Daniel Bernhardt reprisaria seu papel como Agente Johnson.

## Marketing
Em 24 de agosto de 2021, foi revelado oficialmente que o título do filme seria The Matrix Resurrections. Um pequeno trailer foi liberado no painel da Warner Bros. na CinemaCon naquele dia, mostrando uma reunião entre Neo e Trinity. Antes do primeiro trailer oficial do filme ser lançado em 9 de setembro de 2021, o site oficial foi atualizado em 7 de setembro, apresentando clipes aleatórios do trailer aos usuários e uma narração com base na hora do dia.

## Lançamento
O filme foi inicialmente programado para ser lançado nos Estados Unidos em 21 de maio de 2021, mas devido à pandemia de COVID-19, foi adiado para 1 de abril de 2022. Em outubro de 2020, a Warner reorganizou o calendário de estreias e decidiu antecipar o lançamento do filme para 22 de dezembro de 2021.

## Recepção

### Bilheteria
The Matrix Resurrections tinha angariado 37,7 milhões de dólares nos Estados Unidos e no Canadá. Outros 119,7 milhões de dólares em bilheteria foram arrecadados de outros países. No total, cerca de 157,4 milhões de dólares foram arrecadados, ficando abaixo do esperado.

### Crítica
O site agregador de resenhas Rotten Tomatoes reportou um índice de aprovação para The Matrix Resurrections de 63% baseado em 330 resenhas, com uma nota média de 6,2/10. O consenso do site dizia: "Se falta a originalidade do primeiro, The Matrix Resurrections revisita o mundo da franquia com sagacidade, uma perspectiva oportuna e coração." Já no site Metacritic, o filme teve uma nota média de 63 (de 100), baseado em 57 resenhas, indicando "críticas geralmente favoráveis".